# International Mineralogical Association
De International Mineralogical Association of IMA is een internationale associatie van 38 nationale verenigingen voor mineralogie. Het IMA werd opgericht in 1958 met als doel het promoten van de mineralogie en het standaardiseren van de mineralennomenclatuur. Het vormt een onderdeel van de International Union of Geological Sciences (IUGS).
Het meest actieve orgaan van het IMA is de Commission on New Minerals and Mineral Names (CNMMN), opgericht in 1959, die instaat voor de beschrijving van nieuwe mineralen en het reviseren van reeds bestaande namen.